# Dismikrit

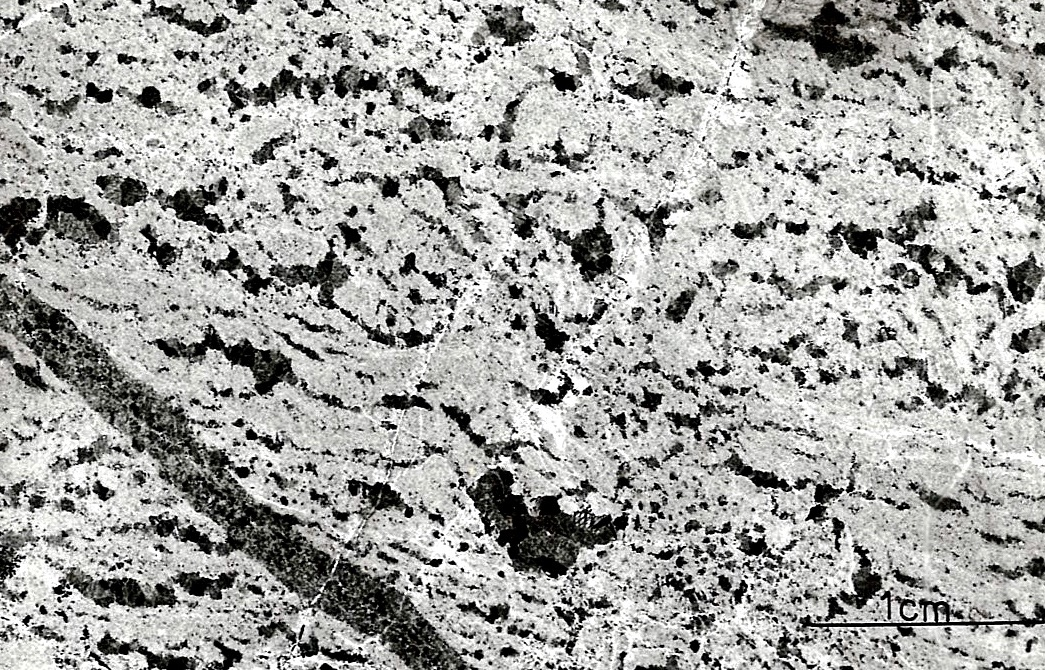
Folienabzug eines Dismikrit LF-Typ A (devonischer Lagunenkalk, Elbingeröder Komplex)

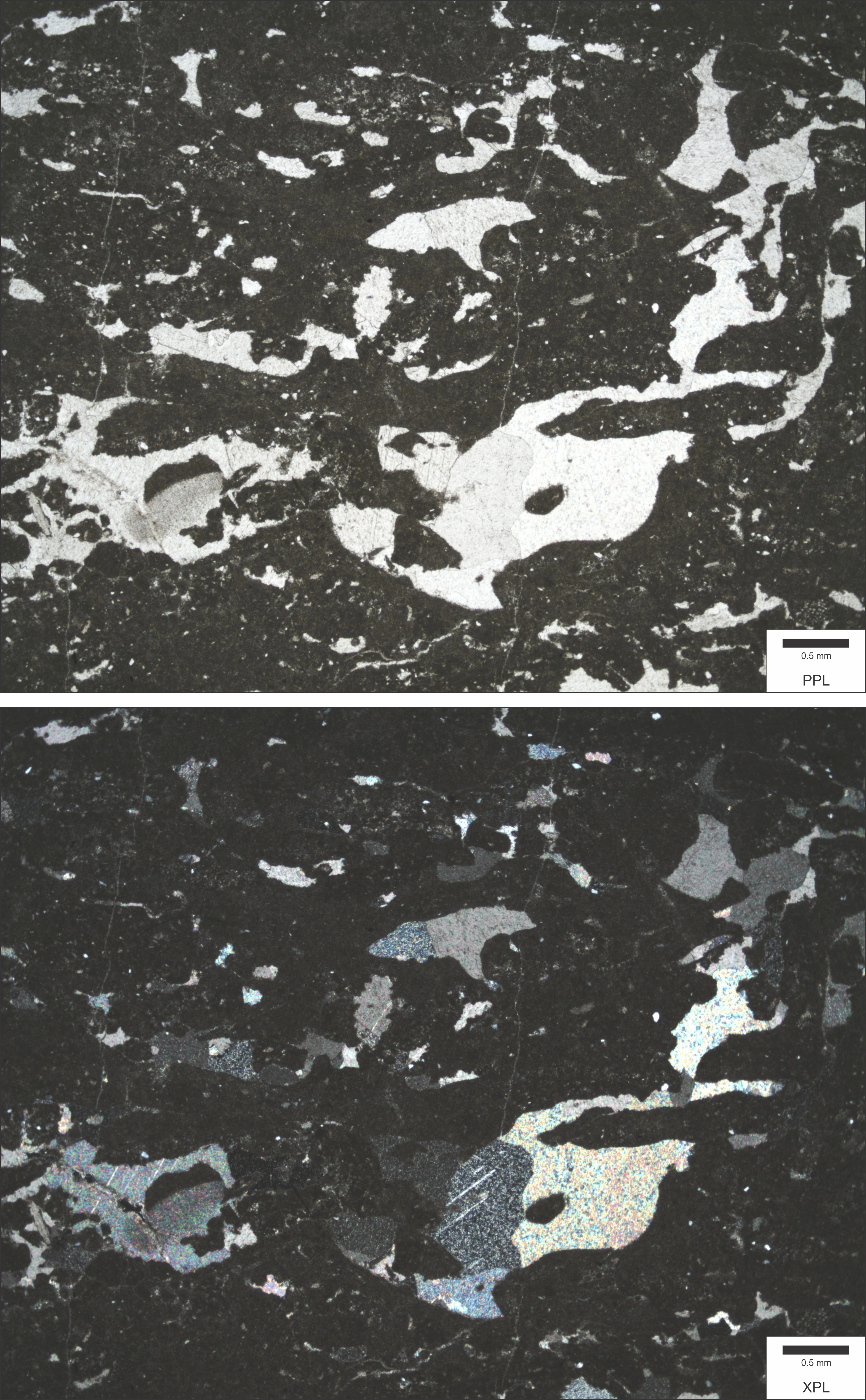
Dismikrit LF-Typ B, im Dünnschliff und im polarisierten Licht (unten)

Als Dismikrite werden mikritische Kalksteine mit weniger als 1 % Fremdkomponenten bezeichnet. Sie sind durch das Auftreten von spatgefüllten Hohlräume gekennzeichnet.
Die Spatblasen können irregulär im Gestein verteilt oder perlschnurartig angeordnet sein. Der Begriff Dismikrit wurde 1959 von Robert L. Folk in die Karbonatklassifikation eingeführt.

## Ausbildung, Genese und Verbreitung
Die Hohlraumgefüge in Dismikriten werden häufig auch als laminare Fenstergefüge (Loferit) bezeichnet, wobei zwei Typen unterschieden werden: Als Loferit (LF)-Typ A werden die perlschnurartig angeordneten Spatblasen bezeichnet, während der Loferit-Typ B durch unregelmäßig verteilte Spatblasen gekennzeichnet ist.
Die Hohlräume können auf unterschiedliche Art entstehen. Sie können als Hohlräume unterhalb von Mikrobenmatten, als Gasblasen verwesenden Organismen gedeutet, als Ergebnis Wühltätigkeit verschiedener Endobionten, als Schrumpfporen bei Sedimentaustrocknung, Lufteinschlüsse oder als Auslösungsstrukturen bei der Umkristallisation von Anhydrit angesehen werden. Die Hohlräume sind meist mit grobem Kalkspat gefüllt. Teilweise können Bildungen beobachtet werden, in den die Hohlräume geopetal mit Internsedimenten (meist dunklem Kalkschlamm) gefüllt sind und das restliche Porenvolumen mit Kalkspat auszementiert wurde. Diese Bildungen können dann als fossile Wasserwaagen gedeutet werden.
Dismikrite sind ein charakteristisches Faziesmerkmal des gezeitenbeeinflussten Küstenraumes und der Lagunen (Intertidal und des flachen Subtidal). Diese Kalksteine kommen bevorzugt in Lagunen mit teilweise hypersalinaren Verhältnissen vor. Dismikrite kommen weltweit in vielen Kalksteinen vor, die im lagunären Milieu gebildet wurden, zum Beispiel im süddeutschen Malmkalk, im Dachsteinkalk oder devonischer Riffkalk im Rheinischen Schiefergebirge oder Elbingeröder Komplex.